# Antodice
Antodice – rodzaj chrząszczy z rodziny kózkowatych i z podrodziny zgrzypikowych.

## Zasięg występowania
Przedstawiciele tego rodzaju występują w Ameryce Północnej i Południowej od Meksyku na płn. po Argentynę na płd.

## Systematyka
Do Antodice zaliczanych jest 27 gatunków:

- Antodice abstrusa
- Antodice aureicollis
- Antodice chemsaki
- Antodice cretata
- Antodice exilis
- Antodice fasciata
- Antodice inscripta
- Antodice juncea
- Antodice kyra
- Antodice lenticula
- Antodice lezamai
- Antodice mendesi
- Antodice micromacula
- Antodice nascimentoi
- Antodice neivai
- Antodice nympha
- Antodice opena
- Antodice picta
- Antodice pinima
- Antodice pudica
- Antodice quadrimaculata
- Antodice quinquemaculata
- Antodice sexnotata
- Antodice spilota
- Antodice suturalis
- Antodice tricolor
- Antodice venustula